# Spacelab (musikgrupp)
Spacelab var en svensk synt/ambient-grupp som var aktiv mellan 1985 och 1993. Medlemmar var Peter Folkesson (numera Peter Jubel) och Stefan Ahnhem (senare mer känd som författare). 
Musikstilen inspirerades av ambient och tidig synt (framför allt Kraftwerk), men med åren kom de att bli allt mer influenade av den då populära technomusiken.
Gruppnamnet har hämtats från Kraftwerks album Die Mensch-Maschine/Man-Machine, där låten Spacelab återfinns.

## Diskografi
Gruppen medverkade även på en handfull samlingsskivor.

### Album

#### Space is Big, Man is Small (1990)
1. Blue Planet
2. An Ocean of Dreams
3. Space Age
4. The Contact
5. Life in Universe
6. Night Train
7. Columbia Respond!
8. Outside an Airlock
9. The Intruder!
10. When Time Means Nothing
11. Emergency Evacuation!

#### SPACELAB (1993)
SPACELAB är en samlingsskiva med stora delar av debutalbumet, delvis ommixat, tillsammans med några nya låtar.
1. Touch Down
2. Blue Planet
3. An Ocean of Dreams
4. Space Age
5. The Contact
6. Acid
7. Night Train
8. Columbia Respond!
9. Outside an Airlock
10. The Intruder!
11. When Time Means Nothing
12. Two Minutes
13. Interception
14. Nirvana
15. Reality
16. Wet

### Singlar
- Life in universe : remix (1990)